# ILembe
iLembe (englisch iLembe District Municipality, zulu uMasipala wesiFunda seLembe) ist ein Distrikt innerhalb der südafrikanischen Provinz KwaZulu-Natal. Der Sitz der Distriktverwaltung befindet sich in KwaDukuza.
iLembe ist die isiZulu-Phrase, um den Namen des Königs Shaka zu ehren, welcher in der Nähe von KwaDukuza begraben ist.

## Lage
Der Distrikt befindet sich in der Mitte der Provinz KwaZulu-Natal. Seine östliche Flanke bildet die Küstenlinie entlang des Indischen Ozeans. Im Norden grenzt er an den Distrikt King Cetshwayo und im Süden an die Metropolgemeinde eThekwini, im Westen an die Distrikte UMgungundlovu sowie UMzinyathi.

## Gliederung
Die Distriktgemeinde wird von folgenden Lokalgemeinden gebildet:
- KwaDukuza
- Mandeni
- Maphumulo
- Ndwedwe

## Demografie
Nach der Volkszählung von 2011 hatte der Distrikt 606.809 Einwohner in 157.692 Haushalten auf einem Gebiet von 3269,26 Quadratkilometern. Davon waren 90,76 % schwarz, 5,92 % Indischstämmige, 2,42 % weiß und 0,53 % Coloureds.

## Naturschutzgebiete
- Amatikulu Nature Reserve
- Croc Valley Nature Reserve
- Harold Johnson Nature Reserve
- Umlalazi Nature Reserve